# Maigret voyage
Maigret voyage est un roman policier de Georges Simenon publié en 1957. Il fait partie de la série des Maigret. 
L'écriture de ce roman s'est déroulée du 10 au 17 août 1957. Il est daté de Noland, pays imaginaire ; en réalité écrit dans le château d'Échandens (canton de Vaud), Suisse.

## Résumé
À l'Hôtel George-V, le colonel David Ward est trouvé noyé dans sa baignoire. S'agissant d'un personnage important dans le monde de la finance, le directeur de la P.J. charge Maigret d'aller immédiatement sur les lieux du drame  et celui-ci découvre, par les traces laissées sur les épaules du cadavre, qu'il a été maintenu sous l'eau jusqu'à la noyade. Par ailleurs, la comtesse Palmieri a tenté de se suicider, également dans l'hôtel George V,  durant la nuit précédant la découverte du crime. Transportée à l'hôpital américain de Neuilly, elle l'a quitté, le matin même, pour Nice, où elle a rejoint par avion son ex-mari, le milliardaire Jef Van Meulen, homme d'affaires connu et ami du colonel  David Ward, autre milliardaire. 
Lorsque Maigret arrive à Nice à sa recherche, lui aussi par avion, elle est déjà repartie pour Lausanne, toujours par avion, sur les conseils de Van Meulen. Maigret qui, à Paris, s'était renseigné sur les relations de Ward et de la comtesse Palmieri par l'intermédiaire de John T. Arnold, secrétaire et factotum du colonel, complète son information auprès de Van Meulen qu'il a fini par rejoindre à l'Hôtel de Paris à Monaco où le milliardaire réside (et où Maigret y passera aussi la nuit). En réalité, le premier mari de la comtesse, le comte Palmieri, était, tout comme elle, à court de ressources ; aussi se sont-ils séparés malgré leur passion l'un pour l'autre, recherchant chacun un nouveau partenaire fortuné. Pourtant, ils continuent de se voir et renouent quelquefois leurs relations. 
La comtesse, la veille du drame, a aperçu le comte au bras d'une riche mondaine. Saisie d'une crise de  jalousie, elle a voulu rompre avec le colonel, alors que celui-ci, en instance de divorce d'avec sa troisième femme, compte la réépouser bientôt. Elle a regretté son geste, a voulu se réconcilier avec Ward mais, en arrivant dans l'appartement de celui-ci, elle l'a découvert mort, noyé dans la baignoire. Prise de panique, elle a tenté de se suicider. 
À Lausanne, où Maigret est arrivé, à nouveau par avion, il découvre la comtesse désemparée, mais protestant de son innocence. Enfin, revenu à Paris, toujours par avion, rôdant dans les coulisses de l'hôtel George-V et dans ses alentours durant une bonne partie de la nuit, Maigret tente de trouver un mobile valable au meurtre, en s'appuyant sur les indications de Van Meulen et sur ce qu'il connaît de la vie mondaine et voyageuse des privilégiés de la fortune. Se mettant dans la peau du meurtrier, il en déduit que la crainte d'abandonner une existence dorée pour se trouver aux prises avec une réalité où l'on est incapable de se sortir d'affaire, pourrait bien être une motivation suffisante... La troisième épouse de Ward, amie de John T. Arnold son secrétaire factotum, a pu pousser celui-ci au crime parce que le divorce allait la contraindre à abandonner son train de vie luxueux tandis que la mort de son mari en ferait une richissime veuve joyeuse. Mais ce n'est là qu'une supposition. Pour en obtenir confirmation, il joue la comédie de la certitude : de fait, c'est bien Arnold qui, piégé par Maigret, ne tarde pas à avouer qu'il est l'auteur du meurtre.

## Aspects particuliers du roman
À travers la peinture du cercle étroit formé par le monde de la haute finance internationale et d'une vie de luxe, l'auteur jette sur ce milieu de privilégié, un regard dépourvu d’aménité et s’efforce une fois de plus, par l’intermédiaire de Maigret, « d’oublier les différences de surface qui existent entre les hommes, de gratter le vernis pour découvrir, sous les apparences diverses, l’homme nu ».

## Fiche signalétique de l'ouvrage

### Cadre spatio-temporel

#### Espace
Paris,  (Hôtel George-V, Orly). Nice. Monte-Carlo. Lausanne. 

#### Temps
Époque contemporaine ; l’enquête se déroule du 7 au 9 octobre.

### Les personnages

#### Personnage principal
David Ward, Anglais, la victime. Colonel et homme d’affaires milliardaire. Marié trois fois ; un fils de 16 ans de sa seconde épouse et une fille de 14 ans de la troisième. 63 ans.

#### Autres personnages
- John T. Arnold, Anglais, secrétaire personnel et factotum de Ward, âge mûr
- Comtesse Louise Palmieri, née La Serte, Française devenue Italienne par son mariage, maîtresse de Ward, divorcée à deux reprises, 39 ans
- Comte Marco Palmieri, Italien, premier mari de la comtesse
- Joseph (dit Jef) Van Meulen, milliardaire Belge, propriétaire d’une fabrique de produits chimiques, second mari de la comtesse, entre 65 et 70 ans.

## Éditions
- Édition originale : Presses de la Cité, 1958
- Tout Simenon, tome 9, Omnibus, 2002  (ISBN 978-2-258-06050-0)
- Livre de Poche, n° 14257, 2005  (ISBN 978-2-253-14257-7)
- Tout Maigret, tome 7, Omnibus,  2019  (ISBN 978-2-258-15048-5)

## Adaptations
- Sous le titre Another World, téléfilm anglais de Michael Hayes avec Rupert Davies, diffusé en 1963.
- Maigret voyage, téléfilm français de Jean-Paul Carrère avec Jean Richard, diffusé en 1987.

## Source
- Maurice Piron, Michel Lemoine, L'Univers de Simenon, guide des romans et nouvelles (1931-1972) de Georges Simenon, Presses de la Cité, 1983, p. 356-357  (ISBN 978-2-258-01152-6)